# 本寧頓 (新罕布什爾州)
本寧頓（英語：Bennington）是一個位於美國新罕布什爾州希爾斯波羅縣的鎮。

## 人口
根據2020年美國人口普查的數據，本寧頓的面積為30.00平方千米，當中陸地面積為29.40平方千米，而水域面積為0.60平方千米。當地共有人口1501人，而人口密度為每平方千米50人。